# Bleach (film, 2018)
Pour les articles homonymes, voir Bleach.
Pour plus de détails, voir Fiche technique et Distribution.
Bleach (ブリーチ「BLEACH」, Burīchi) est un film d'action fantasy japonais coécrit et réalisé par Shinsuke Satō, sorti en 2018. Il s'agit de l'adaptation du manga éponyme de Tite Kubo.

## Synopsis
Ichigo Kurosaki est un adolescent vivant dans la ville de Karakura. Un jour, celui-ci fait la rencontre de Rukia Kuchiki, une Shinigami (Faucheur d'âmes) dont la mission est d'amener les âmes des morts dans la Soul Society. Elle doit aussi combattre les Hollow, les âmes monstrueuses des morts perdues qui peuvent nuire à la fois aux fantômes et aux humains.
Lorsque Rukia vient défendre Ichigo et sa famille d'un Hollow qu'elle poursuivait, elle est gravement blessée. Ayant déjà remarqué la capacité particulière d'Ichigo à voir les fantômes, elle décide rapidement de lui transférer ses pouvoirs afin qu'il puisse se battre à sa place, pendant qu'elle récupère ses forces.

## Fiche technique
Sauf indication contraire, les informations mentionnées dans cette section peuvent être confirmées par la base de données cinématographiques IMDb,  présente dans la section « Liens externes ».
- Titre original : ブリーチ (「BLEACH」, Burīchi?)
- Titre international : Bleach
- Réalisation : Shinsuke Satō
- Scénario : Daisuke Habara et Shinsuke Sato, d'après le manga Bleach de Tite Kubo
- Décors : Iwao Saitô
- Costumes : Masae Miyamoto
- Photographie : Taro Kawazu
- Montage : Tsuyoshi Imai
- Musique : Yutaka Yamada
- Production : Kazutoshi Wadakura

Production exécutive : Tôru Mori
- Société de production : Cine Bazar
- Société de distribution : Warner Bros.
- Pays d'origine :  Japon
- Langue originale : japonais
- Format : couleur - 35 mm
- Genre : action fantasy
- Durée : 118 minutes
- Dates de sortie[2],[3] :
  - Japon : 20 juillet 2018
  - Canada : 23 juillet 2018 (Festival international du film - FanTasia)
  - France : 14 septembre 2018 (Netflix)

## Distribution
- Sōta Fukushi (VF : Donald Reignoux) : Ichigo Kurosaki
- Hana Sugisaki (VF : Kelly Marot) : Rukia Kuchiki
- Erina Mano (VF : Ludivine Maffren) : Orihime Inoue
- Ryō Yoshizawa (VF : Alexis Tomassian) : Uryū Ishida
- Yu Koyanagi (VF : Antoine Fleury) : Yasutora « Chad » Sado
- Taichi Saotome (en) (VF : Thomas Roditi) : Renji Abarai
- Miyavi (VF : Jean-Pierre Michaël) : Byakuya Kuchiki
- Seiichi Tanabe (VF : Raphaël Cohen) : Kisuke Urahara
- Yōsuke Eguchi (en) (VF : Éric Aubrahn) : Isshin Kurosaki, le père d'Ichigo
- Masami Nagasawa : Masaki Kurosaki, la mère d'Ichigo
- ? (VF : Romain Altché) : Keigo
- ? (VF : Vanessa Van-Geneugden) : Tatsuki
- ? (VF : Elsa Davoine) : Karin Kurosaki
- ? (VF : Adeline Chetail) : Yuzu

Version française
- Adaptation des dialogues : Rodolph Freytt et Olivier Lips

 Source et légende : version française (VF) sur RS Doublage et selon le carton du doublage français.

## Production

### Développement
En 2008, Tite Kubo, surpris du succès du manga et anime, évoque l'éventualité d'un projet de film en prise de vues réelle, adaptant l’anime.
En mars 2010, Warner Bros. confirme l'adaptation du manga / anime en un film en prise de vues réelle, avec Peter Segal et Michael Ewing comme producteur du film. En 2012, Dan Mazeau (en) est annoncé comme scénariste et Masi Oka, les rejoint en tant que producteur mais le projet est abandonné et reste en suspens.
En août 2016, après la fin du manga, Warner Bros. Japon lance officiellement la production du film, réalisé par Shinsuke Satō. Quelques jours plus tard, l'acteur Sōta Fukushi, qui interprétera Ichigo, déclare que le film traitera bien des thèmes liés au manga : « les Hollow, la Soul Society et les techniques destructrices du combat à l'épée avec les Zanpakuto ».

### Attribution des rôles
La distribution est composée de Sōta Fukushi (dans le rôle d'Ichigo Kurosaki), Hana Sugisaki (Rukia Kuchiki), Erina Mano (Orihime Inoue), Ryō Yoshizawa (Uryū Ishida), Yu Koyanagi (Yasutora « Chad » Sado), Taichi Saotome (en) (Renji Abarai), Miyavi (Byakuya Kuchiki), Seiichi Tanabe (Kisuke Urahara), Yōsuke Eguchi (en) (Isshin Kurosaki, le père d'Ichigo) Masami Nagasawa,, (Masaki Kurosaki, la mère d'Ichigo).

## Accueil

### Promotion et sortie du film
Après des mois de spéculation, jumelés à des mois de silence de la part de Warner Bros. Japon, un premier teaser est diffusée en ligne le 6 juillet 2017, révélant également une première affiche officielle du film.
En janvier 2018, la sortie du film est annoncée en été 2018, ainsi qu'un court message de remerciement pour le soutien de tous les fans de l’anime et du film, partagé via le compte Twitter du média.
En février 2018, les premières images du personnage de Rukia Kuchiki, joué par Hana Sugisaki, sont révélées, ainsi que la date de sortie officielle, le 20 juillet 2018,. Le même mois, un nouveau trailer est diffusé et salué pour son adaptation fidèle du premier chapitre de la série,.
En avril 2018, une première bande-annonce officielle est diffusée, révélant ainsi la chanson du film intitulée Mosquito Bite par le groupe Alexandros.